# Pampayasta Sud
Pampayasta Sud é um município da província de Córdova, na Argentina.